# Volnoběžka
Volnoběžka (též volnoběžná spojka, jednosměrné ložisko) je zařízení, které přenáší točivý moment pouze v jednom směru. Přičemž při opačné rotaci vnáší do systému zanedbatelné ztráty.
Volnoběžka je součástí mnoha zařízení, kde je potřeba přenášet sílu pouze jedním směrem – např. zadní střed u bicyklů s přehazovačkou, ráčny, převodovka v Babettě.

## Volnoběžka vhodná pro vysoké otáčky

Mechanismus volnoběžky pro vyšší otáčky

Pokud se bude vnější prstenec (na obrázku znázorněn zeleně) točit ve směru hodinových ručiček (směr Free) budou se kuličky (případně válečky, jehličky) tlačit do širšího místa (proti pružinám). Zde budou mít dostatek místa, aby se mohly volně odvalovat. Volnoběžka se bude protáčet – točivý moment se nebude přenášet z vnější do vnitřní (znázorněna modře) části.
Při rotaci vnějšího prstence (na obrázku znázorněn zeleně) proti směru hodinových ručiček (směr Engaged) se kuličky posunou do zúženého místa, kde se sevřou. Tím se celý mechanizmus „uzamkne“ a točivý moment se bude přenášet z vnější do vnitřní (znázorněna modře) části. Celá volnoběžka se bude chovat jako jeden kus materiálu. Tento typ volnoběžky se používá například v řemenicích výkonnějších alternátorů, kde prodlužuje životnost řemenu.

## Volnoběžka vhodná pro nízké otáčky

Mechanismus rohatkové volnoběžky pro nižší otáčky

Vnější prstenec volnoběžky je ozubený, přičemž se místo kuliček používají západky, které do ozubeného prstence zapadají. Pokud se volnoběžka točí směrem, ve kterém nemá přenášet sílu (na obrázku by se točil střed proti směru hodinových ručiček) západky se po ozubeném prstenci smekají – nepřenáší sílu.
Pokud se otočí smysl otáčení, západky zapadnou do ozubení vnějšího prstence. Tím se celý mechanizmus spojí a chová se jako jeden kus materiálu.
Při použití jedné západky odpovídá mrtvý chod spojky rozteči zubů ozubeného prstence. Při použití více (n) západek se západky rozmístí nerovnoměrně tak, aby byly posunuté postupně o 1/n rozteče zubů ozubeného věnce. Na hodnotu 1/n rozteče se pak zmenší mrtvý chod a n× se zmenší také ráz při záběru.
Volnoběžka této konstrukce není vhodná pro příliš vysoké otáčky, protože by se brzo poškodily pružiny a západky, tlačící na ozubený prstenec. Také ozubený prstenec by se třením vydřel – volnoběžka by začala přeskakovat (nepřenášela by se síla ani v jednom směru).
Tato volnoběžka se používá např. v zadním náboji u bicyklů s přehazovačkou: Pokud se kolo otáčí volně (nepřenáší se síla z pedálů na kolo), jde slyšet cvakání volnoběžky, tzv. cvrček (západky se smekají po ozubení prstence).

## Pružinová volnoběžka

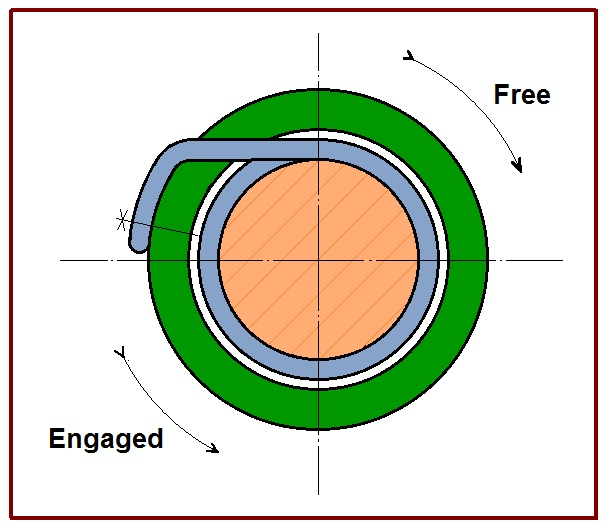
Princip pružinové volnoběžky

Tato spojka, také nazývaná Schwarzova třecí spojka, je založena na principu vláknového tření. Na čepu je navlečena vinutá pružina, jejíž volný konec má menší průměr než je průměr čepu. Při otáčení náboje ve směru vinutí pružiny se tato na povrchu čepu postupně zatáhne vlivem vláknového tření a čep unáší. Při otáčení náboje proti směru vinutí pružiny se tato začne rozvinovat, čímž přestane dosedat na povrch čepu a protáčí se. Jedná se o pružnou spojku pro nižší otáčky. Tuto spojku lze zkonstruovat jako ovladatelnou. A to buď tak, aby byl volný konec pružiny odtažen od čepu. Pak tlakem ovládacího elementu proti směru vinutí pružiny v nesevřeném stavu zabráníme jejímu sevření. A nebo naopak můžeme přitlačením konce pružiny, která je na čepu volná, za běhu spojku sevřít.